# Okolišta
Okolišta (în sârbă Околишта) este un sat din comuna Višegrad, Republica Srpska, Bosnia și Herțegovina. În anul 2013 avea o populație de 132 de locuitori.

## Demografie
|           | 1971         | 1981         | 1991         | 2013         |
| Populație | 129 (100,0%) | 127 (100,0%) | 127 (100,0%) | 144 (100,0%) |
| Bosniaci  | 62 (48,06%)  | 79 (62,20%)  | 89 (70,08%)  | -            |
| Sârbi     | 67 (51,94%)  | 47 (37,01%)  | 38 (29,92%)  | -            |
| Iugoslavi | -            | 1 (0,787%)   | -            | -            |

## Legături externe
- Site-ul oficial al comunei Višegrad